# Dačice
Dačice (niem. Datschitz) − miasto w Czechach, w kraju południowoczeskim. Według danych z 31 grudnia 2003 powierzchnia miasta wynosiła 6 711 ha, a liczba jego mieszkańców 7 958 osób.

## Demografia
| Rok             | 1970  | 1980  | 1991  | 2001  | 2003  |
| --------------- | ----- | ----- | ----- | ----- | ----- |
| Liczba ludności | 6 149 | 7 394 | 7 970 | 7 937 | 7 958 |

Źródło: Czeski Urząd Statystyczny

## Miasta partnerskie
- Urtenen-Schönbühl, Szwajcaria